# Corydendrium dispar
Corydendrium dispar is een hydroïdpoliep uit de familie Oceaniidae. De poliep komt uit het geslacht Corydendrium. Corydendrium dispar werd in 1935 voor het eerst wetenschappelijk beschreven door Kramp. 